# أندريه كازانوفا
أندريه كازانوفا (بالفرنسية: André Casanova)‏ هو ملحن فرنسي، ولد في 12 أكتوبر 1919 في الدائرة الرابعة عشرة في باريس في فرنسا، وتوفي في 7 مارس 2009 في لوفيسين ‏ في فرنسا.

## وصلات خارجية
- أندريه كازانوفا على موقع ميوزك برينز (الإنجليزية)